# Chris Daniels
Robert Christopher Daniels, detto Chris (San Antonio, 19 aprile 1984), è un cestista statunitense.

## Palmarès
- Campionato NBA D-League: 1

Rio Grande Valley Vipers: 2013